# Titles (album)
Titles è l'album di debutto dell'artista cipriota naturalizzato britannico Mick Karn, pubblicato nel 1982.

## Tracce
Lato A
1. Tribal Dawn - 4:03
2. Lost Affection in a Room - 4:17
3. Passion in Moisture - 4:12
4. Weather the Windmill - 3:54

Lato B
1. Saviour, Are You With Me? - 4:05
2. Trust Me - 4:57
3. Sensitive (Roberto Carlos/Mick Karn) - 4:35
4. Piper Blue - 4:21
5. The Sound of Waves - 6:11*

- La riedizione del 1990 include la traccia bonus The Sound of Waves. Originariamente la canzone era stata pubblicata come B-side dell'unico singolo estratto dall'album, Sensitive.

## Formazione
- Mick Karn - basso, clarinetto, percussioni, fagotto, tastiere, ocarina, flauto, sassofono, voce, altri strumenti
- Richard Barbieri - tastiere, programmazione, consulente tastiere
- Hugh Burns - chitarra
- Colin Fairley - percussioni, produttore, ingegnere del suono, missaggio
- David Jacobs - Assistente Ingegnere
- Steve Jansen - conga, piatti
- David Rhodes - chitarra
- Tim Summerhays - ingegnere
- Angie Usher - voce
- Ricky Wilde - sintetizzatore, tastiere, produttore, missaggio